# Stephanskrone

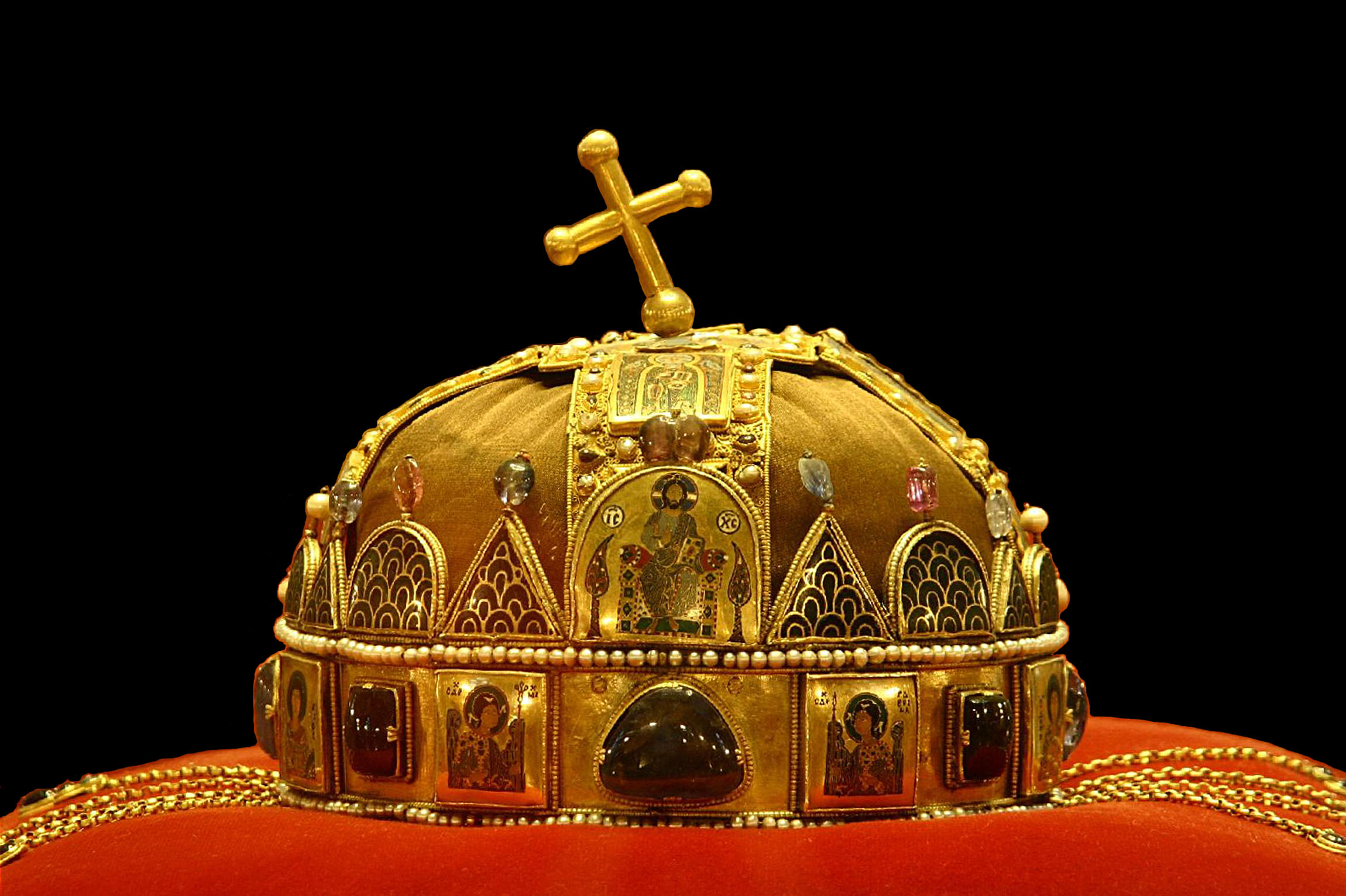
Die Stephanskrone im ungarischen Parlament

Stephanskrone ist die im deutschen Sprachraum übliche Bezeichnung für die Krone des ehemaligen Königreichs Ungarn. Die wichtigste Krönungs- oder Reichsinsignie des Landes heißt in Ungarn selbst Szent Korona („Heilige Krone“).
Die Gebiete, die de facto bis 1918, de jure bis zum Vertrag von Trianon 1920 zu Ungarn gehörten, wurden traditionell als Länder der heiligen Stephanskrone bezeichnet. Für das Nationalbewusstsein vieler Ungarn ist die jahrhundertealte Königskrone daher bis heute von großer symbolischer Bedeutung. Seit dem Jahr 2000 wird sie zusammen mit Reichsapfel und Zepter im Kuppelraum des ungarischen Parlamentsgebäudes in Budapest aufbewahrt.

## Die Krone

### Aussehen und Datierung

Heraldische Zeichnung der Stephanskrone

Die Krone besteht aus zwei zusammengesetzten, ursprünglich selbständigen Teilen:
- Der corona graeca, einer offenen Reifkrone mit zehn Bildplatten aus emailliertem Gold und Edelsteinen. Auf der Frontalplatte thront Christus Pantokrator, auf der rückwärtigen Platte der byzantinische Kaiser quasi als weltliches Pendant. Die griechische Beischrift weist ihn als Michael Dukas (1071–1078) aus. Rechts von ihm thront sein designierter Nachfolger Konstantios, links der ungarische König Géza I. (1074–1077). Auf den anderen Bildplatten sind Heilige dargestellt.
- Der corona latina: Zwei sich überkreuzende Bügel vervollständigen die corona graeca zu einer kompletten Krone. Auf den Bügeln sitzen weitere Emailbilder mit nun lateinischen Beischriften: Im Scheitel ist ein weiterer Christus Pantokrator zu sehen, auf den Bügeln acht Apostel. Die obere Pantokrator-Platte ist durchbohrt und mit dem charakteristischen seitwärts schräggeneigten Kreuz versehen, welches erstmals im 17. Jahrhundert nachzuweisen ist.

Die Datierung der corona graeca ist durch die Personendarstellungen beziehungsweise deren Beischriften gesichert. Die Entstehungszeit der corona latina hingegen ist unbekannt; als sicher gilt jedoch, dass es sich nicht um ein Relikt der ursprünglichen Krone des Heiligen Stephan I. von Ungarn handelt. Der Zeitpunkt der Zusammenfügung beider „Kronen“ (deren Zweck als solche selbst keineswegs sicher ist) wird in Fachkreisen noch diskutiert; man favorisiert das Jahr 1185 zur Zeit Bélas III.

### Schräges Kreuz
Die Stephanskrone wird durch ein seitwärts schräggeneigtes Kreuz charakterisiert. Der Legende nach steht es in Zusammenhang mit Ladislaus Postumus (1440–1457): Er konnte sich anfangs nicht als König in Ungarn durchsetzen, und der Jagiellone Wladyslaw wurde zum König gewählt. Elisabeth von Luxemburg, die Mutter des Ladislaus, soll die Hofdame Helene Kottannerin beauftragt haben, die ungarische Stephanskrone zu stehlen und nach Komorn zu bringen. Beim Transport soll das Kreuz beschädigt worden sein und seitdem schief stehen.
Laut einer anderen Legende wurde das Kreuz von den Habsburgern verbogen, um die „magischen Kräfte“, die die Ungarn ihrer Krone zusprechen, zu brechen.
Anderen Symboliken zufolge soll das schräge Kreuz eine Verneigung vor Gott bedeuten.

### Pendilien
Die Pendilien sind eine Reminiszenz. Sie erinnern an die Entstehung der Krone. Das Diadem, der Siegeskranz wurde mit Schnüren an dem Helm befestigt. Daraus entwickelte sich die Krone.

## Geschichte und Bedeutung: Das Apostolische Königtum

Stephanskrone als Teil des ungarischen Wappens

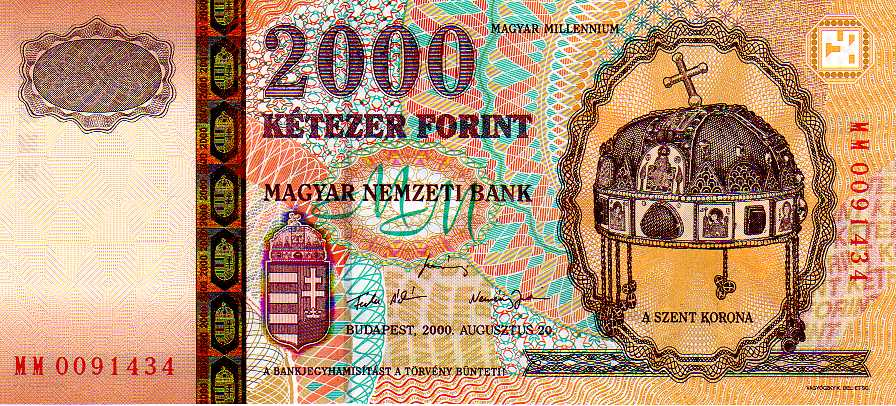
2000 Forint-Schein von 2000

Die Stephanskrone gilt als Symbol der ungarischen Reichseinheit (siehe auch Länder der heiligen Stephanskrone). Das wird beispielsweise an dem Umstand deutlich, dass das Wappen von Ungarn vom Abbild des Kleinods bekrönt wird. Eine andere Krone war bei der ungarischen Krönung ungültig. Nicht nur im weltlichen, sondern auch im religiösen Sinn galt die Krone als die „einzig heilige“ Krone, die das irdische mit dem himmlischen Königreich verband. Traditionell wird die Krone zusammen mit zwei Engeln als Symbolen für ihre göttliche Abkunft dargestellt. Als weiterer Bezug auf ihre religiöse Bedeutung sind die Heiligenbilder der Krone anzusehen.
Nach altungarischer Rechtsauffassung war das Land Ungarn Besitztum der Stephanskrone. Daher konnte sich nur derjenige Monarch, der mit ihr gekrönt wurde, als rechtmäßiger Herrscher über Ungarn sehen.
Die ursprüngliche Stephanskrone übersandte angeblich Papst Silvester II. im Jahr 1000 an den kurz zuvor zum Christentum übergetretenen König Stephan I. von Ungarn zu dessen Krönung. Diese Krone (in Form eines Diadems) ging wohl um 1074 an einem unbekannten Ort in Österreich für immer verloren. Silvester II. verlieh dem König von Ungarn auch den Titel Apostolischer König. Die Könige aus dem Hause Árpád, und alle ihre Nachfolger als Träger der Stephanskrone Ungarns bis 1918 werden daher „Apostolische Könige“ genannt.
Die heutige so genannte Stephanskrone wurde dann in mehreren Phasen zwischen dem 11. und 13. Jahrhundert hergestellt; sie heißt im Ungarischen (in Abgrenzung zur eigentlichen Stephanskrone) Szent Korona (dt. „Heilige Krone“).
Seit 1267 wurde der Treueschwur der ungarischen Könige auf die Krone abgelegt. Die Stephanskrone wurde daher im ungarischen Königtum zum wichtigsten Insigne, wodurch sich ihre Bedeutung als Nationalsymbol erklärt. Die Krönungsstadt war im Mittelalter erst Stuhlweißenburg, danach (als Zentralungarn türkisch war) Preßburg (ung. Pozsony), der Regierungssitz des habsburgischen Teilstaates Ungarn während dieser Zeit. Die Krönung Kaiser Franz Josephs zum König von Ungarn fand 1867 in Buda statt.
Das Königtum der Habsburger in Ungarn bestand von 1551 bis 1918, während dieser Zeit war die Krone in ihrem Besitz. 1916 wurde als letzter Monarch der österreichische Kaiser Karl I. zum ungarischen König Karl IV. (IV Károly) gekrönt. Verfassungsmäßig ist Ungarn allerdings erst seit 1946 Republik.
Wenn man Stephanskrone und Heilige Krone zusammenfasst, wurden insgesamt 55 ungarische Könige mit ihr gekrönt; drei Herrscher trugen sie nicht oder erst später: Wladyslaw (1434–1444; siehe unten), Johann Sigismund (1540–1570 als Johann II.; sein „Gegenkönig“ und Kaiser Ferdinand I. hielt sie 1527–1538) sowie Josef II. (1780–1790), der die ungarische Verfassung und eine Krönung mit der Stephanskrone ablehnte.
1945 gelangte die Stephanskrone durch ungarische Pfeilkreuzler mit dem Goldzug in den Westen, später weiter in die USA, die sie erst 1978 als Teilergebnis der Verhandlungen über die Rückgabe von Kriegsbeute aus der Schlussphase des Zweiten Weltkriegs an Ungarn zurückgaben.
1990 wurde die Darstellung der Stephanskrone per Parlamentsbeschluss wieder in das Wappen der ungarischen Republik integriert. Außenpolitisch ist sie ein schwieriges Nationalsymbol, da die gelegentlichen Forderungen nach Revision der ungarischen Grenzen nicht zuletzt im Namen der Stephanskrone erfolgen.
Mit 1. Juli 2012 trat in Ungarn ein Gesetz in Kraft, das die Verunglimpfung nationaler Symbole, darunter auch die Beleidigung der Heiligen Krone, härter bestraft. Die Höchststrafe beträgt ein Jahr Haft.

## Aufbewahrungsorte im Laufe der Geschichte

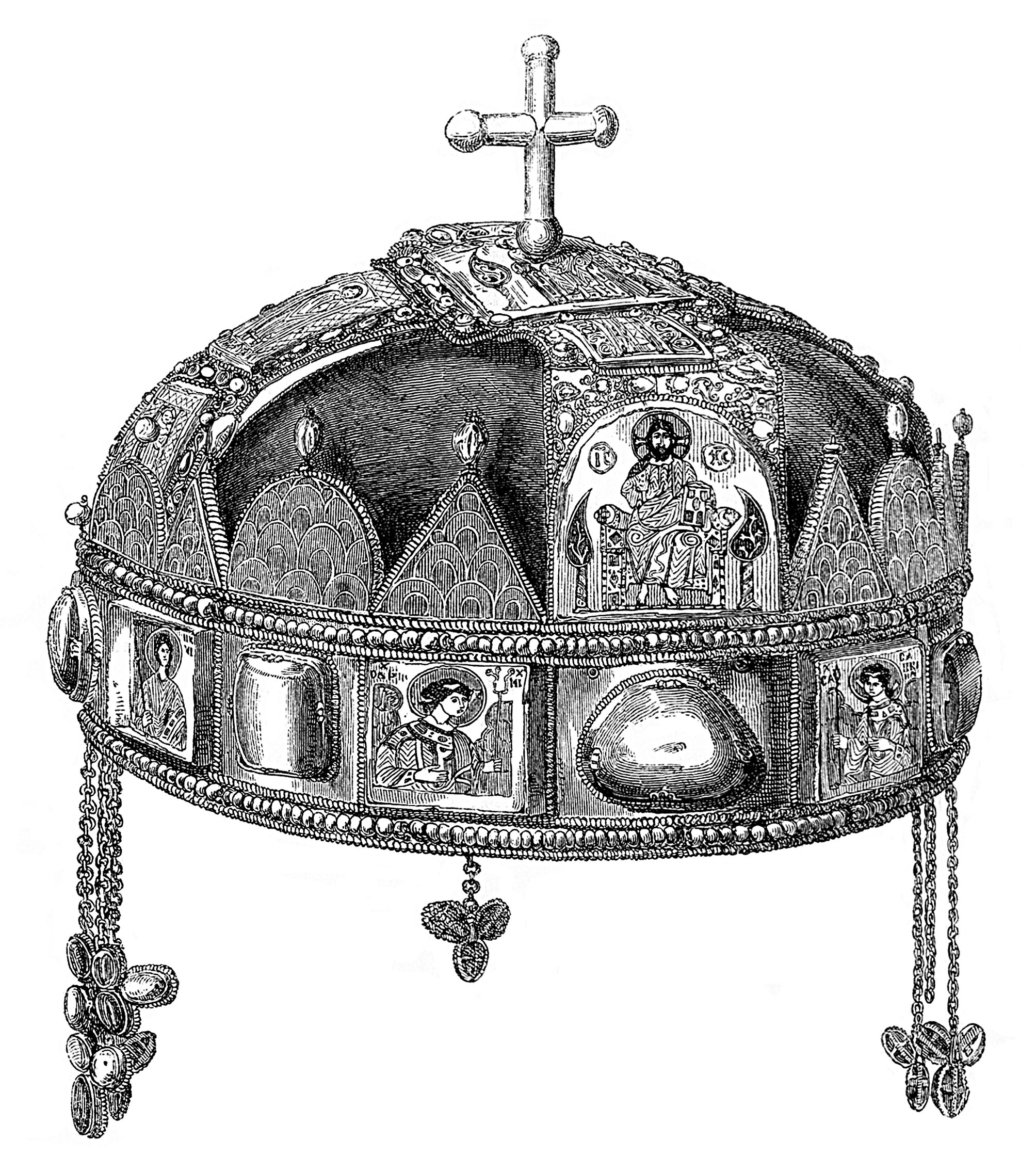
Darstellung aus dem Jahr 1857

Die Stephanskrone war im Laufe der Zeit eine der „reisefreudigsten“ Kronen Europas. Während der turbulenten Geschichte Ungarns wurde die Krone mehrmals gestohlen, vor Feinden in Sicherheit gebracht, vergraben und sogar verloren. Sie reiste von der heutigen Slowakei bis Tschechien, Österreich und Deutschland sowie im Osten ins heutige Rumänien bis in die Ukraine. Nach 1945 war sie mehrere Jahrzehnte lang in den USA, kehrte schließlich jedoch immer wieder nach Ungarn zurück. In der folgenden Aufzählung sind die historisch bekannten Stationen aufgeführt:
- 1301 konnte der böhmische König Wenzel durch eine List in den Besitz der Krone kommen. Er ließ sich diese zunächst zeigen und setzte sie seinem Sohn aufs Haupt. Anschließend setzte er sich mit seinen Rittern und der Krone nach Böhmen ab.
- 1305 gelangte Otto der Bayer in ihren Besitz, als ihm Wenzel III. in Prag die Ansprüche auf den ungarischen Thron abtrat. Auf dem Weg nach Ungarn musste er jedoch durch das Territorium des ihm abgeneigten Habsburgers Albrecht I. Er und sein Gefolge verkleideten sich deshalb als Kaufleute. Auf dem nächtlichen Ritt durch Österreich fiel die in einem hölzernen Zuber versteckte und am Sattelknopf befestigte Krone unbemerkt zu Boden. Erst am nächsten Tag wurde der Verlust bemerkt. Otto und seine Männer ritten zurück und konnten am Abend die Krone immer noch unversehrt am Weg liegend wiederfinden. Am 11. November 1305 erreichten sie mit der Stephanskrone Ofen. Schließlich wurde er am 6. Dezember 1305 in Stuhlweißenburg als Béla V. zum ungarischen König gekrönt.
- 1437 kam die Stephanskrone erstmals in den Besitz eines Habsburgers. Nach dem Tod Sigismunds von Luxemburg wurde Albrecht II. am 1. Januar 1438 zum ungarischen König gekrönt und verlegte seinen Hof nach Ungarn. Drei Monate später wurde er in Frankfurt auch zum König des Heiligen Römischen Reichs gewählt. Nach Kämpfen mit den Türken starb er jedoch überraschend im Jahr darauf, am 27. Oktober 1439, in Neszmély (dt.: Langendorf) nahe Komárom, heute Komárno, Slowakei, vermutlich an der Ruhr.
- In der Nacht vom 21. auf den 22. Februar 1440 ließ seine schwangere Witwe, Elisabeth von Luxemburg, durch ihre Kammerfrau Helene Kottannerin, die Stephanskrone aus der Plintenburg in Visegrád nach Österreich entführen. Die Stephanskrone wurde von 1440 bis 1453 mit großer Wahrscheinlichkeit von Friedrich III. in den Schatzgewölben der Burg in Wiener Neustadt verwahrt.[7] olisabeth fte, ihr ungeborenes Kind würde ein Sohn werden, dem sie die Ansprüche auf den ungarischen Thron sichern wollte. Der Legende nach ist das Kreuz auf der Krone deshalb schief, weil es damals beim Transport beschädigt wurde. Die ungarischen Magnaten wählten jedoch angesichts der Türkengefahr den König von Polen, Wladislaus III., zum ungarischen König. Statt mit der fehlenden Stephanskrone wurde dieser mit der Kopfreliquie des heiligen Stephan gekrönt. Wladislaus fiel bereits 1444 im Kampf gegen die Türken in der Schlacht bei Warna. In der Zwischenzeit hatte Elisabeth tatsächlich einen Sohn geboren, Ladislaus Postumus, der nun von den ungarischen Ständen als König anerkannt wurde. Die Vormundschaft über den unmündigen König übernahm sein Onkel Kaiser Friedrich III., während die Regentschaft in Ungarn an Johann Hunyadi als Reichsverweser übertragen wurde.
- 1458, nach dem frühen Tod von Ladislaus Postumus, wurde in Ungarn Matthias Corvinus, der Sohn Johann Hunyadis, in einer „Notzeremonie“ in Ofen zum König gekrönt, während die Stephanskrone weiter bei den Habsburgern blieb und in Wiener Neustadt aufbewahrt wurde. Nach langen Verhandlungen mit Friedrich III., der weiter Ansprüche auf den Thron aufrechterhielt, konnte Matthias Corvinus die Stephanskrone 1463 in einem Vergleich und nach Zahlung von 80.000 Goldforint zurückkaufen. Über Ödenburg und Ofen gelangte die Krone schließlich nach Stuhlweißenburg, wo Matthias am 29. März 1464 nun formell gekrönt wurde.
- 1490 wurde nach dem Tod von Matthias Corvinus Ladislaus Jagiello, der Sohn des polnischen Königs, zum neuen König von Ungarn gewählt und in der Weißenburg am Grab König Géza I. mit der Stephanskrone gekrönt.
- 1526 hatte Ungarn nach der vernichtenden Schlacht von Mohács mehrere Jahre zwei Könige: Johann Zápolya, der Fürst von Siebenbürgen, sowie den Habsburger Ferdinand I. Im Besitz der Stephanskrone war jedoch nur Johann Zápolya. Im Streit um die Herrschaft in Ungarn verbündete sich dieser mit den Türken. Im Jahr 1529 huldigte er auf dem Boden des Schlachtfelds von Mohács dem türkischen Sultan, Süleyman dem Prächtigen. Dabei nahm ihm dieser die Stephanskrone aus der Hand und setzte sie sich selbst und darauf seinem Großwesir Ibrahim Pascha probeweise auf. Danach gab er sie aber an Johann Zápolya zurück, und die vereinten Heere marschierten gemeinsam gegen Wien (Erste Wiener Türkenbelagerung). Nachdem die Eroberung Wiens gescheitert war, brachte Johann Zápolya die Stephanskrone zurück nach Siebenbürgen.
- 1551 verzichtete die Witwe des inzwischen gestorbenen Johanns, Isabella Jagiellonica, zu Gunsten Ferdinands I. auf den ungarischen Thron. Die Stephanskrone kam nun zum zweiten Mal in die Hand der Habsburger und wurde von Siebenbürgen nach Wien gebracht.
- 1563 wurde der Habsburger Maximilian II. nach dem Tod seines Vaters Ferdinand I. zum neuen ungarischen König bestimmt. Am 8. September 1563 erfolgte seine Krönung mit der Stephanskrone, erstmals in Preßburg, das von nun an die Krönungsstadt wurde. Die Stephanskrone wurde nach der Krönung zurück nach Wien gebracht. Sein Herrschaftsbereich erstreckte sich jedoch nur auf das Königliche Ungarn, während Budapest von den Türken besetzt war und Siebenbürgen im Osten unter der Herrschaft der Familie Báthory weitgehend unabhängig blieb.
- 1580 gelangte die Krone kurzzeitig nach Prag, wo Rudolf II. seinen Hof hatte. Als dieser 1608 zugunsten seines Bruders Matthias abdankte, gelangte die Krone zurück nach Wien. Für dessen Krönung am 19. November 1608 wurde sie nach Preßburg transportiert, wo sie auch blieb.
- 1620, in der Zeit des Dreißigjährigen Krieges, brach in Ungarn unter Gabriel Bethlen ein anti-habsburgischer Aufstand los. Bethlens Truppen konnten rasch das ganze Oberungarn (das Gebiet der heutigen Slowakei) erobern, einschließlich Preßburg. Dadurch kam die Stephanskrone in seinen Besitz. Der Versuch, gemeinsam mit den böhmischen Aufständischen auch das nahe Wien zu erobern, scheiterte jedoch. Als nun die kaiserlichen Truppen zum Gegenschlag ausholten, wurde die Krone über Altsohl nach Kaschau (slow.: Košice) in Sicherheit gebracht. Von dort wurde sie ins ungarische Moorgebiet nach Ecséd im Komitat Heves gebracht. Später brachte sie ihr Bewacher Peter Revay nach Trentschin, wo er neben der Stephanskrone am 22. Juni 1622 starb.
- 1625 wurde Ferdinand III. in der Geißkirche in Ödenburg mit der Stephanskrone gekrönt.[8]
- 1642 marschierte ein schwedisches Heer unter Lennart Torstensson durch Böhmen und Mähren und bedrohte kurzfristig auch Wien, weshalb die Stephanskrone nach Raab evakuiert wurde.
- 1683 marschierte ein osmanisches Heer unter Großwesir Kara Mustafa durch Ungarn auf Wien zur Zweiten Türkenbelagerung. Darunter befanden sich auch ungarische Truppen des Kuruzenführers Emmerich Thököly. Die Stephanskrone wurde noch vor Einsetzen der Belagerung von Wien nach Linz und weiter nach Passau gebracht, wohin auch der kaiserliche Hofstaat flüchtete. Doch noch im selben Jahr, nach dem Sieg über die Türken, kehrte die Krone zuerst nach Wien und dann nach Preßburg zurück.
- 1701 brach unter den ungarischen Adeligen ein neuer anti-habsburgischer Aufstand aus. Kuruzenführer Franz II. Rákóczi eroberte fast das gesamte Gebiet der heutigen Slowakei, und es drohte die Gefahr, dass er die Stephanskrone an sich reißen könnte. Diese wurde deshalb von Preßburg nach Wien gebracht, das, mit neuen Befestigungsmauern geschützt, als sicher galt (Kuruzenwall).

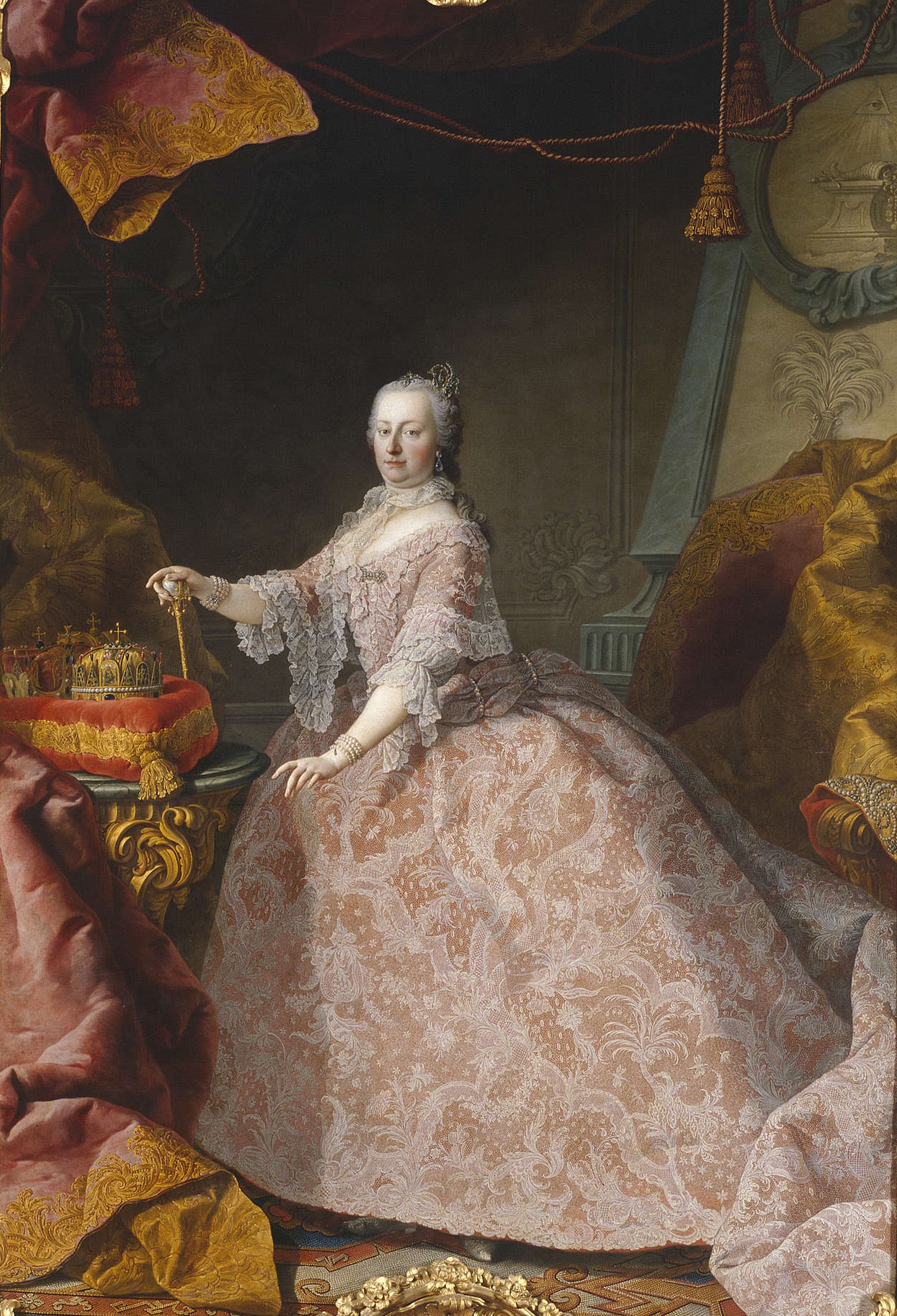
Porträt Maria Theresias, das sie als „Erste Dame Europas“ in einem kostbaren Kleid aus Brabanter Klöppelspitze zeigt. Zu ihrer Rechten liegt die Stephanskrone, gemeinsam mit Wenzelskrone, Rudolfskrone und Erzherzogshut (Gemälde von Martin van Meytens, um 1752)

- 1740 wurde Maria Theresia in Preßburg mit großem Prunk zur ungarischen Königin gekrönt. Erstmals seit Maria von Anjou trug damit wieder eine Frau die Stephanskrone. Wegen der durch den Ausbruch des Österreichischen Erbfolgekriegs drohenden Gefahr wurde die heilige Krone einige Monate in die Festung Komorn gebracht.
- 1780 wurde nach dem Tod seiner Mutter Joseph II. ungarischer König. Der aufklärerische Rationalist hatte jedoch keinen Sinn für Tradition und Mystik und betrachtete die Stephanskrone als Museumsstück. Eine offizielle Krönung mit heiliger Messe und Salbung lehnte er deshalb ab. 1784 ließ er die Krone mit den übrigen Insignien in einen Glasschrank in der Schatzkammer der Wiener Hofburg stellen. Die offiziellen Kronwächter wurden entlassen, und die Preßburger Burg, zuvor Aufbewahrungsort der Krone, wurde in ein Priesterseminar umgewandelt. Von den Ungarn wurde er deshalb auch der „König mit dem Hut“ genannt.
- 1790 wurde Leopold II. wieder im alten Ritus in Preßburg mit der Stephanskrone gekrönt. Nach dessen frühem Tod fand dieselbe Zeremonie schon 1792 ein weiteres Mal statt. Sein Sohn Franz II. wurde zum König von Ungarn gekrönt, diesmal allerdings in Ofen. Dort im Burgpalast sollte die Stephanskrone auch künftig aufbewahrt bleiben.
- 1805 marschierte der französische Kaiser Napoleon Bonaparte im Dritten Koalitionskrieg mit seiner Armee bis nach Wien. Auch Ungarn schien bedroht. Die Stephanskrone wurde deshalb in den Osten des ungarischen Königreichs, nach Mukatschewo in der heutigen Ukraine, in Sicherheit gebracht.
- 1809 stand Napoleon im fünften Koalitionskrieg erneut vor den Toren Wiens. Die Stephanskrone wurde diesmal nach Erlau in Sicherheit gebracht, wohin auch die kaiserliche Familie flüchtete. Ende des Jahres kehrte die Krone jedoch schon wieder nach Ofen (ung.: Buda) zurück.

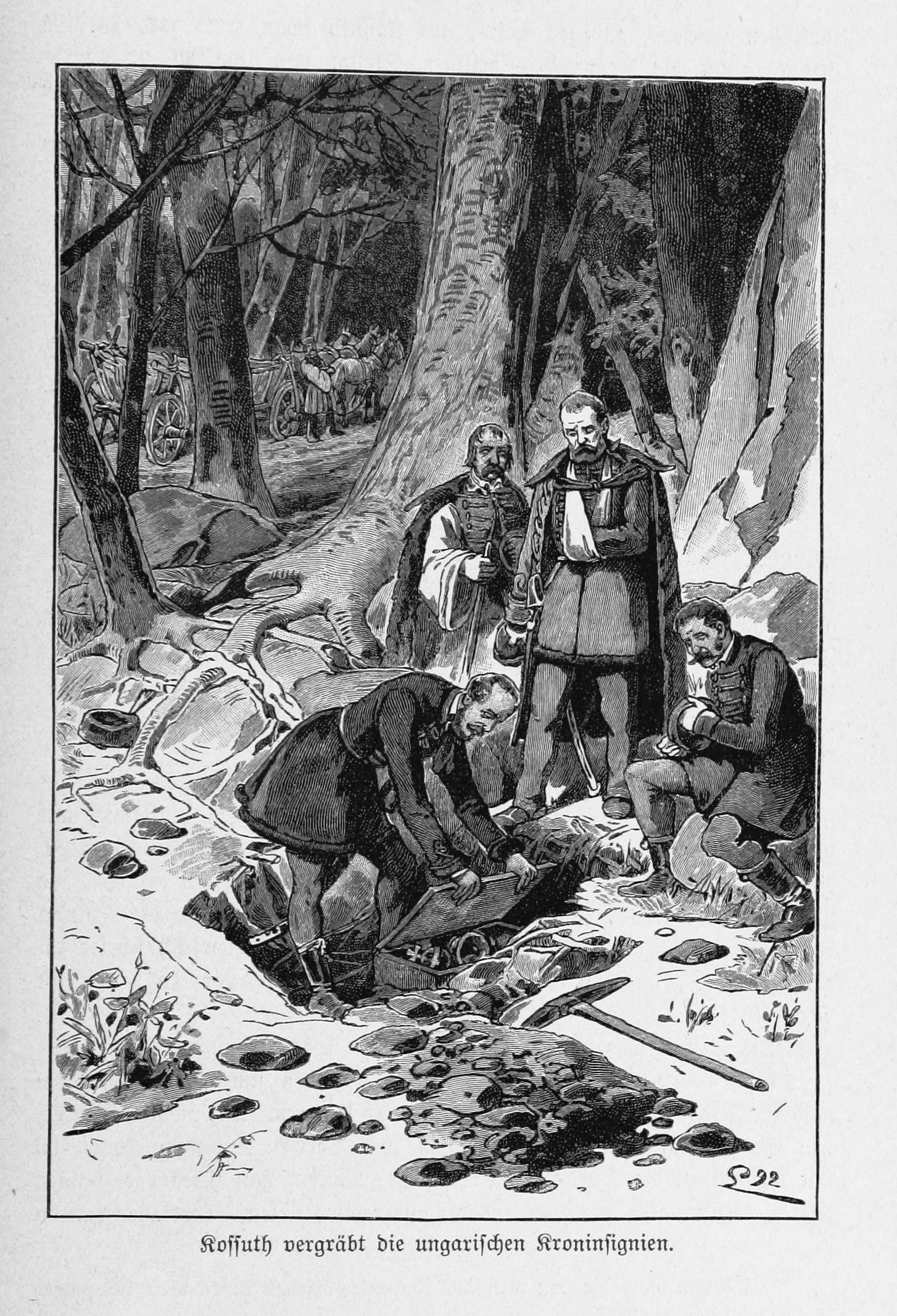
Lajos Kossuth vergräbt die ungarischen Kroninsignien in einem Wald nahe der Grenze zur Walachei

- 1848 brach am 15. März in Ungarn die Revolution los. Die Revolutionäre unter Lajos Kossuth bemächtigten sich der Stephanskrone, die für den nationalen Aufstand der Ungarn höchste symbolische Bedeutung hatte. Mit einem requirierten Eisenbahnwaggon wurde die Krone über die noch im Bau befindliche, aber schon provisorisch befahrbare Kettenbrücke vor den habsburgischen Truppen Richtung Osten in Sicherheit gebracht. Es war der erste Zug, der über die Kettenbrücke fuhr. Zuerst ging es mit der Eisenbahn bis nach Szolnok, dann weiter im Pferdewagen nach Debrezin. Nachdem sie für kurze Zeit nach Budapest zurückgebracht worden war, folgte eine neue Flucht. Diesmal wurde die Stephanskrone zuerst nach Szegedin, dann über Großwardein nach Arad gebracht. Dort wollte sich der Ministerpräsident Bertalan Szemere vergewissern, ob in der Transportkiste tatsächlich die Stephanskrone lag. Ähnlich wie der Sultan Suleiman vor ihm setzte er sich die Krone zur Probe aufs Haupt. Kurz darauf mussten die Revolutionäre jedoch weiter flüchten und kamen bis nach  Orschowa im äußersten Südosten des Banats, im heutigen Rumänien. Dort vergruben sie die Kiste zuerst in einem Haus. Als sie jedoch erkannten, dass dies nicht unbemerkt geblieben war, suchten sie ein neues Versteck und vergruben die Krone in einem Wald nahe der Grenze zur Walachei.
- Nach Niederschlagung der Revolution von 1848/49 blieb die Stephanskrone weiter verschwunden. Obwohl der neue Kaiser Franz Joseph keine Anstalten machte, sich zum König von Ungarn krönen zu lassen, wollte der Hof in Wien dennoch um jeden Preis in den Besitz der Stephanskrone kommen. Durch Zufall konnte ein nach London ausgesandter Spion die entscheidende Information liefern. In den dortigen ungarischen Exilkreisen konnte er einen Mitwisser ausfindig machen, der den Ort des Verstecks kannte. Für 6000 Guinees erklärte er sich bereit, das Geheimnis zu verraten. Am 8. September 1853 wurde die Krone schließlich gefunden und ausgegraben. Mit großem Pomp wurde sie auf dem Dampfer „Erzherzog Albrecht“ donauaufwärts bis nach Promontor (ung.: Budafok) gebracht. Dort wurde sie unter den Klängen von Gott erhalte von einer Delegation des ungarischen Adels und Klerus in Empfang genommen und über Pest und die nun fertiggestellte Kettenbrücke mit Salutschüssen aus Kanonen in die Burg von Ofen gebracht. Nach einer Woche wurde die Krone per Eisenbahn weiter nach Wien transportiert. Kaiser Franz Joseph kam eilig aus Olmütz angereist, und am 19. September 1853 fand eine offizielle Besichtigung statt. Der Kaiser ließ die Krone darauf in die Schatzkammer der Wiener Hofburg bringen, wo sie sich bereits unter Joseph II. befunden hatte. Nach kurzer Zeit revidierte er aber seine Entscheidung und sandte sie zurück nach Ofen. Wegen der tiefen politischen Spannungen, die seit der Revolution und deren Niederschlagung weiter bestanden, zögerte er, sich zum ungarischen König krönen zu lassen. Der von Johann Strauss zu diesem Anlass komponierte Kron-Marsch wurde am 9. Oktober aufgeführt.
- 1867 kam es schließlich zum Österreichisch-Ungarischen Ausgleich, der die Situation befrieden und die nationale Frage Ungarns lösen sollte. Nun wagte es Kaiser Franz Joseph, sich die Stephanskrone aufzusetzen. Am 8. Juni 1867 wurde er gemeinsam mit seiner Frau Elisabeth („Sissi“) in einer großartigen Feier zuerst in der Ofener Matthiaskirche gekrönt. Anschließend legte er vor der Pester Pfarrkirche den Eid auf die Verfassung ab, erstmals seit der Krönung von Johann Zápolya 341 Jahre zuvor in ungarischer Sprache. Im Zuge dieser Krönung wurde die Stephanskrone, die durch das Erdversteck stark in Mitleidenschaft geraten war, galvanisch neu vergoldet.

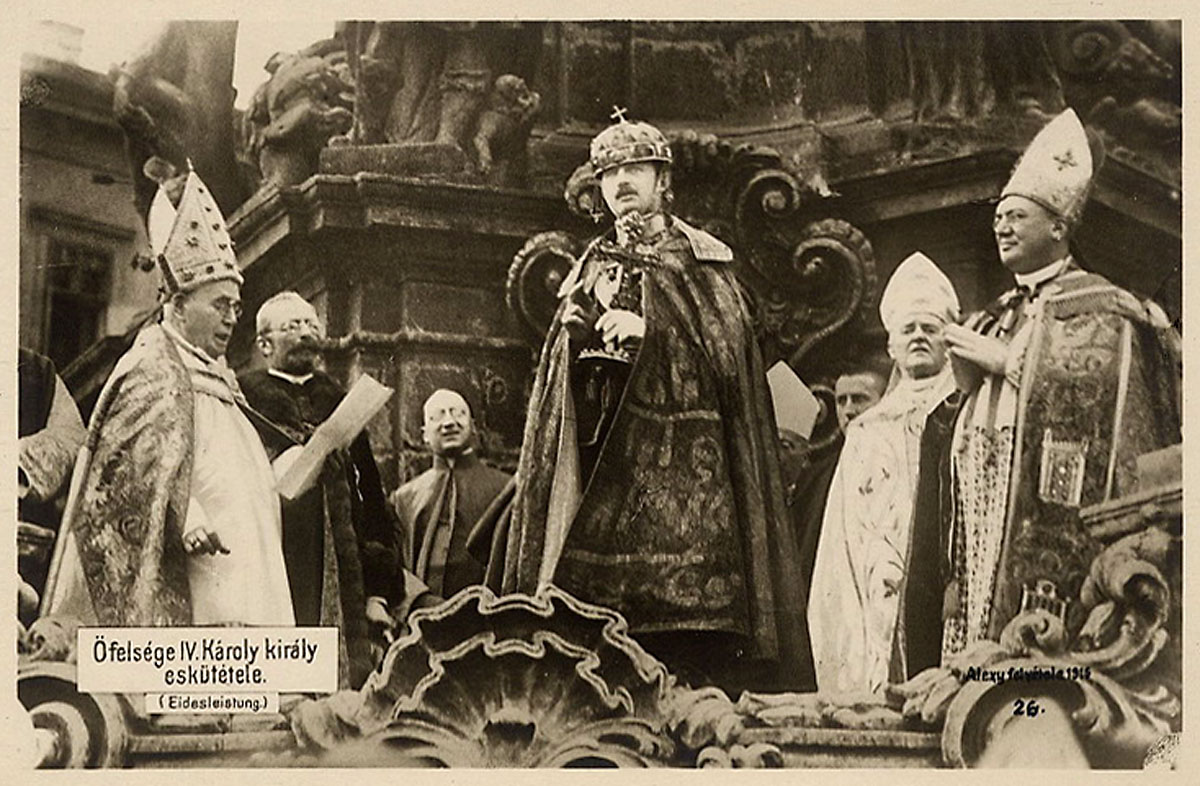
Eidesleistung Karls IV. als König von Ungarn an der Dreifaltigkeitssäule vor der Matthiaskirche (Budapest, 30. Dezember 1916)

- 1900 wurde in der Budapester Burg ein eigener, gepanzerter Tresorraum gebaut, in dem die Stephanskrone gelagert wurde.
- 1916 wurde am 30. Dezember, mitten im Ersten Weltkrieg, zum letzten Mal ein ungarischer König mit der Stephanskrone gekrönt. Kaiser Karl I. wurde als Karl IV. von Ungarn gemeinsam mit seiner Frau Zita in der Matthiaskirche gekrönt. Die Eidesleistung erfolgte an der Dreifaltigkeitssäule neben der Matthiaskirche. Der Ritt auf den Krönungshügel fand in der Ofener Burg statt, und zwar auf einem für die Zeremonie errichteten Hügel auf dem Szent György tér vor dem Haupteingang des Honvédministeriums.

- 1919, nach dem Sturz der Monarchie und dem Ende des Habsburgerreichs, war Ungarn vom 21. März bis 1. August 1919 eine kommunistische Räterepublik unter Béla Kun. Danach kämpften sich die konservativen Kräfte zurück an die Macht und zogen am 16. November 1919 in Budapest ein. Die Monarchie wurde offiziell wiederhergestellt, es kam jedoch zu keiner Königswahl. Stattdessen wurde am 1. März 1920 Miklós Horthy zum Reichsverweser gewählt. Ein Restaurationsversuch des ehemaligen Königs Karl zu Ostern 1921 scheiterte, er reiste zurück ins Exil in die Schweiz. Doch schon im Oktober 1921 machte er einen erneuten Versuch, die ungarische Krone wiederzuerlangen. Er flog per Flugzeug nach Ödenburg, wo sich legitimistische Freischärler sammeln sollten. Nach einem Scharmützel bei Budaörs gab Karl jedoch auf. Er wurde in Tihany am Plattensee interniert. Unter britischer Vermittlung wurde eine Ausreise für den ehemaligen Monarchen organisiert. Ein Donaudampfer brachte ihn bis ans Schwarze Meer, danach ein britisches Schiff über Gibraltar auf die Insel Madeira, wo er schon im April des Jahres 1922 starb.
- 1944, nachdem im Zweiten Weltkrieg die Rote Armee immer weiter westwärts vorgerückt war und im März 1944 deutsche Truppen das Land besetzt hatten, beschlossen die beiden Kronwächter, die Stephanskrone zur Sicherheit in der Nähe der Budapester Burg zu vergraben. Der Kommandant der Burgwache, Oberst Ernő Pajtás, war in den Plan eingeweiht und sorgte dafür, dass seine Wachen nicht misstrauisch wurden.
- Am 15. Oktober 1944 kam es in Ungarn zum Umsturz. Miklós Horthy wurde entmachtet, und die Pfeilkreuzler unter Ferenc Szálasi übernahmen die Macht. Dieser ließ die Stephanskrone wieder ausgraben und legte am 4. November 1944 im Budapester Parlament seinen Eid auf die Krone ab. Doch schon einen Monat später ließ er die Stephanskrone und die Kroninsignien unter Umgehung der Kronwächter nach Güns in Westungarn bringen und von dort weiter nach Velem, direkt an der Grenze zur damaligen Ostmark, während weiter östlich bereits die Schlacht um Budapest tobte. In Absprache mit Hitler wurden die ungarischen Kroninsignien am 18. März 1945 in den Bunker des ehemaligen kaiserlichen Jagdschlosses in Mürzsteg in der Steiermark gebracht. Man hoffte, die sowjetische Armee noch am Südostwall im Burgenland aufhalten zu können. Als sich das als Trugschluss herausstellte und die Sowjets bereits auf Wien marschierten, flüchtete Szalasi von seinem Sitz in Ödenburg in ein Hotel in Salzburg, während die Stephanskrone per Lastwagen über Mariazell nach Mattsee im Gau Salzburg gebracht wurde. Am 28. April 1945 heiratete Ferenc Szálasi in der Pfarrkirche von Mattsee, einen Tag später übergab er den ungarischen Krönungsornat an den dortigen Pfarrer Anton Strasser, der ihn im Pfarrhof aufbewahrte. Das Krönungsschwert wurde im zum Stift Mattsee gehörenden Zellhof versteckt, während die Stephanskrone, das Zepter und der Reichsapfel von der sechsköpfigen Kronwache in einem Fass im Mattsee versenkt wurden. In der Zwischenzeit flüchtete Szálasi mit der leeren Krönungstruhe weiter nach München. Am 5. Mai 1945 gerieten er und seine Gruppe bei Augsburg in US-amerikanische Gefangenschaft. Die Pfeilkreuzler weigerten sich gegenüber den Amerikanern, das wahre Versteck der Kroninsignien preiszugeben. Darauf wurde der ebenfalls gefangengenommene Adjutant Szálasis, Ernő Gömbös, aus dem Gefängnis geholt und befragt. Er sagte jedoch nur aus, dass die Gruppe geschworen habe, das Versteck fünf Jahre lang nicht zu verraten und auch dann nur an die Nationalsozialisten in Deutschland oder die Regierung in Ungarn zu melden. Oberst Pajtas, der ehemalige Kommandant der Burgwache, verriet dem amerikanischen Militärgeheimdienst CIC schließlich doch den Standort des Versteckes. Das Fass wurde aus dem Mattsee geborgen. Nun aber stellte sich die Frage, was mit dem Kronschatz geschehen sollte. Die Amerikaner planten, zunächst die Stephanskrone in einem feierlichen Akt von amerikanischen Soldaten in Budapest der neuen ungarischen Regierung zu übergeben. Bereits am 20. August 1945 war die ebenfalls zuvor in Ungarn versteckte Reliquie, die Hand des heiligen Stephan, in einer Prozession zurück nach Budapest gebracht worden, was bei den Ungarn nationale Hoffnungen und bei den Sowjets großes Misstrauen geweckt hatte. Sie befürchteten prowestliche Demonstrationen im Fall der Rückkehr der Stephanskrone und lehnten das Angebot ab. Im Jahr 1947 schlug der ungarische Kardinal József Mindszenty den Amerikanern vor, die Kroninsignien stattdessen dem Vatikan zu geben, von wo die Stephanskrone nach der katholischen Tradition im Jahr 1000 gekommen war. Stattdessen holte die US-Regierung die gesamten ungarischen Kroninsignien von Westdeutschland aus in die USA. In Ungarn erfuhr man am 27. Juli 1951 aus einer offiziellen Erklärung des US-Außenministeriums, dass die ungarischen Kroninsignien in US-amerikanischer Hand waren.[9] Später bemühten sich auch die ungarischen Kommunisten um eine Rückgabe der Krone und boten im Gegenzug die Freilassung des am 21. Februar 1950 in Budapest wegen Spionage verurteilten US-Bürgers Robert A. Vogeler an. Die US-Regierung lehnte dies ab.[10] Die Insignien einschließlich der Stephanskrone wurden 1945 bis 1951 im Tresor der ehemaligen Deutschen Reichsbank in Frankfurt und von 1951 bis 1953 in einer Kaserne der US-Armee in Friedberg aufbewahrt. 1953 wurden sie nach Fort Knox gebracht.[9] Nach dem Ungarnaufstand 1956 waren die Beziehungen zwischen Ungarn und den USA jahrelang sehr schlecht. Erst 1966 wurden wieder volle diplomatische Beziehungen aufgenommen; die US-Regierung betrachtete das ungarische Regime als weitgehend illegitim.[11] Über eine Rückgabe konnte man sich nicht einigen.
- 1978, im Zuge der Entspannungspolitik von US-Präsident Jimmy Carter, kam eine Rückgabe der Kroninsignien an Ungarn zustande. Exil-ungarische Verbände in den USA hatten sich kritisch gegenüber einer Rückgabe an das kommunistische Regime Ungarns geäußert. Für die Rückgabe stellten die Vereinigten Staaten zwei Bedingungen: Erstens sollte die Krone in einer offiziellen Zeremonie „an das ungarische Volk“ zurückgegeben werden und Regierungschef János Kádár solle bei der Übergabezeremonie abwesend sein, und zweitens sollte die Krone zukünftig an einem der Allgemeinheit öffentlich zugänglichen Ort aufbewahrt werden.[9] Am 6. Januar 1978 übergab eine Delegation des US-Kongresses mit Außenminister Cyrus Vance die Stephanskrone und die anderen Insignien in Budapest an das ungarische Volk. Aufbewahrt wurde sie von nun an im Ungarischen Nationalmuseum, wo sie auch besichtigt werden konnte.
- Seit dem Jahr 2000 wird die Krone zusammen mit dem Reichsapfel und dem Zepter im Kuppelraum des Parlamentsgebäudes in Budapest aufbewahrt.
- Die Stephanskrone im Parlamentsgebäude darf nicht fotografiert werden und ist stark bewacht. Eine Kopie der Heiligen Krone mitsamt Reichsapfel und Zepter befindet sich im Kirchenmuseum der Matthiaskirche.

## Trivia
Die Stephanskrone ist das zentrale Objekt im Kriminalroman Totentanz um eine Königskrone (org. Canto for a Gypsy) von Martin Smith alias Martin Cruz Smith. Im Roman wird auch eine interessante Genese für die Krone gegeben.